# Neues Schloss Thürnthenning

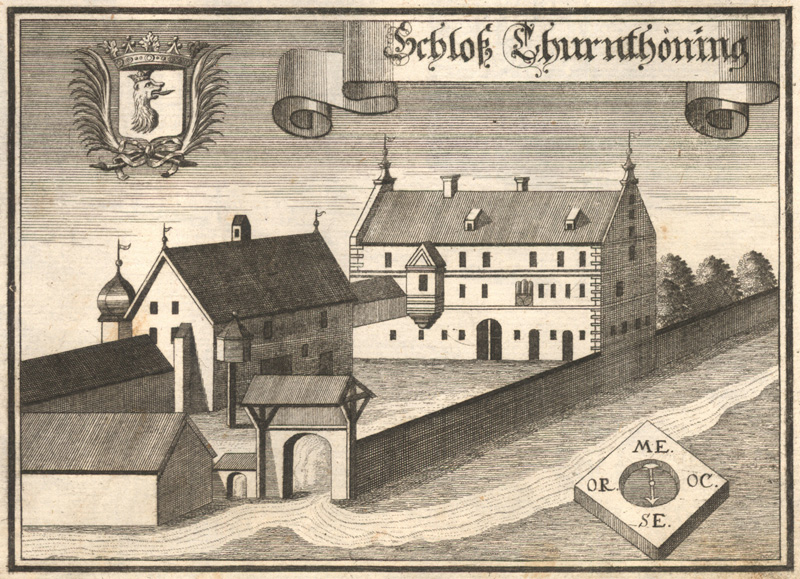
Schloss Thürnthenning nach einem Stich von Michael Wening (1726)

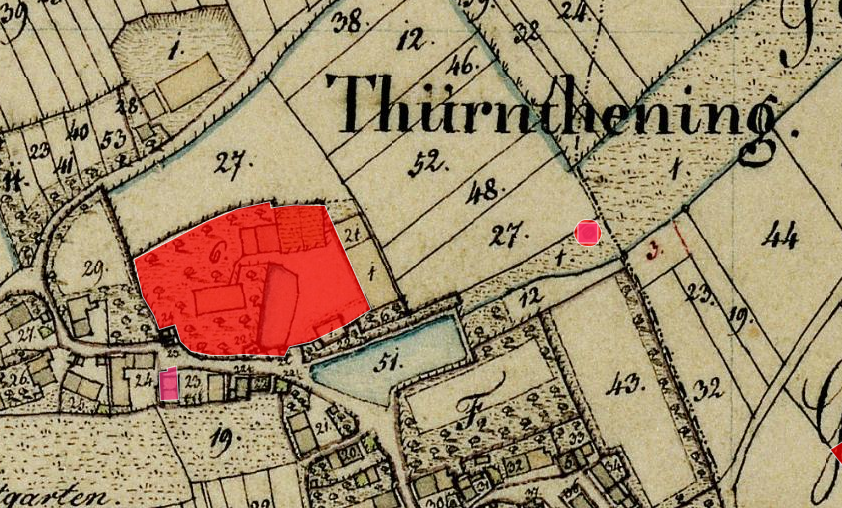
Lageplan von Neues Schloss Thürnthenning auf dem Urkataster von Bayern

Das abgegangene Neue Schloss Thürnthenning lag in Thürnthenning, heute ein Gemeindeteil der niederbayerischen Gemeinde Moosthenning im  Landkreis Dingolfing-Landau. Das Schloss lag etwa 380 m nordöstlich der Filialkirche St. Johannes Nepomuk. Die Anlage ist als Bodendenkmal mit der Aktennummer D-2-7341-0421 und der Beschreibung „untertägige Befunde des Mittelalters und der frühen Neuzeit im Bereich des abgegangenen, jüngeren Hofmarkssitzes in Thürnthenning“ verzeichnet.

## Baulichkeit
Das Neue Schloss Thürnthenning wurde, nachdem das alte Schloss 1732 abgebrannt war, an anderer Stelle in Thürnthenning errichtet. Wie aus dem Stich von Michael Wening hervorgeht, war dies ein dreigeschossiger und mit einem Satteldach gedeckter Bau mit einem Erker. Zu ihm gehörten mehrere Ökonomiegebäude. Das Ensemble wurde von einer niedrigen Mauer mit einem einfachen Portal und einer kleineren Türe umschlossen.
Dieser Bau wurde 1851 abgebrochen. Das Andenken an diesen Bau lebt im Hausnamen „Schlossbauer“ weiter. In dem zugehörigen nunmehr bäuerlichen Anwesen sind noch Fragmente des Schlosses eingebaut.

## Geschichte
Mit dem Schlossbau wird die Geschichte der Hofmark Thürnthenning fortgesetzt. Von 1625 bis 1820 waren die Inhaber der Hofmark Thürnthenning die Auer vom Winkel.
Weitere Besitzer waren danach der bayerische Zweig der Vieregg und seit 1833 Julius von Niethammer.